# シュリーカーラハスティ

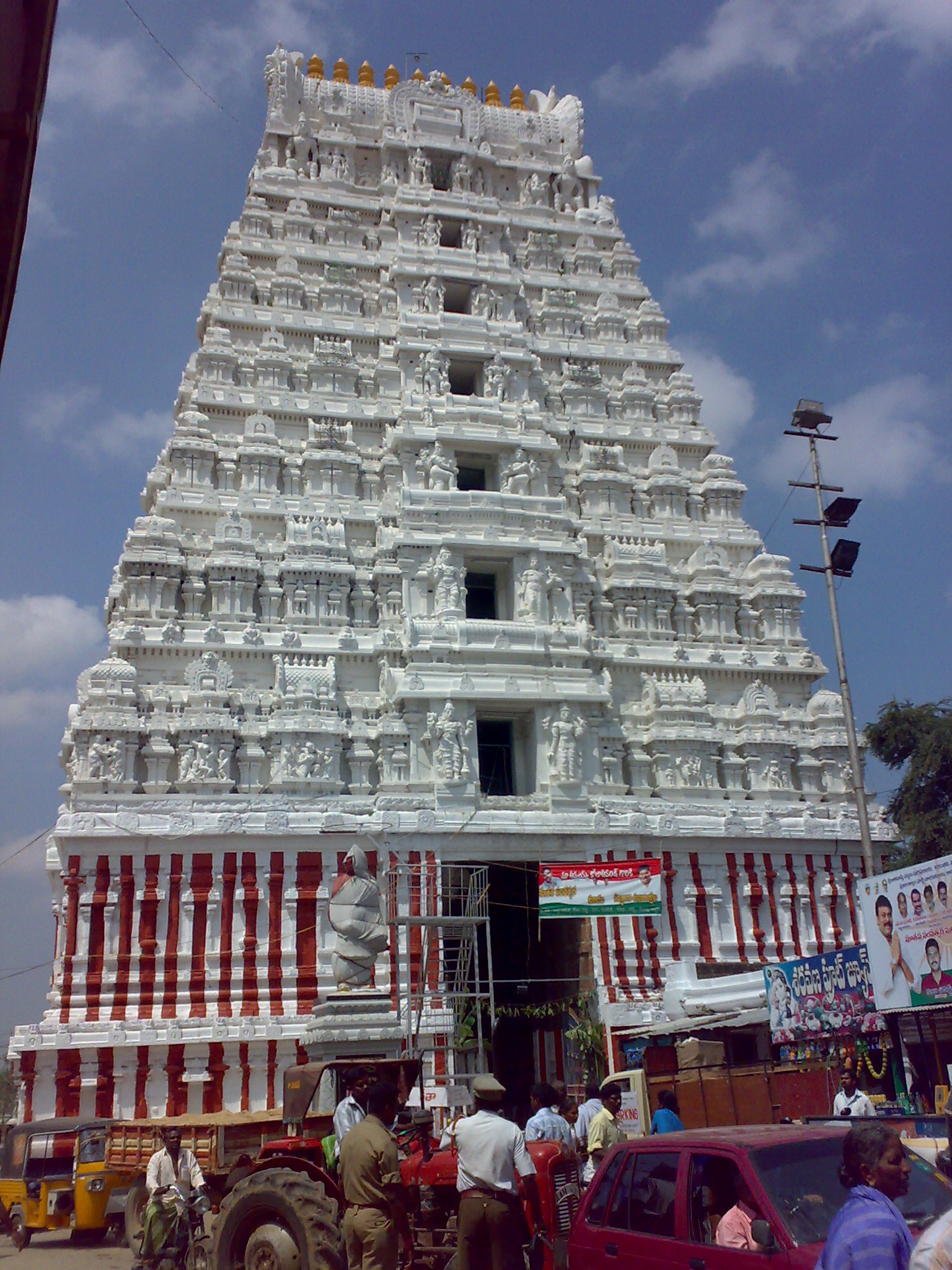
シュリーカーラハスティの寺院

シュリーカーラハスティ（英語：Srikalahasti, テルグ語：శ్రీ కాళహస్తి）は、南インドのアーンドラ・プラデーシュ州、チットゥール県の都市。ヒンドゥー教の聖地でもある。カーラハスティ（Kalahasti）とも呼ばれる。

## 歴史
古くはパッラヴァ朝の支配下に置かれ、パッラヴァ様式の寺院が彫られたが、11世紀にチョーラ朝のクロートッゥンガ1世によりそれらの寺院は改築された。
また、ヴィジャヤナガル王国に仕えたダーマルラ家というナーヤカの本拠地でもあり、チェンナイの名の由来となったダーマルラ・チェンナッパ・ナーヤカは王国のために尽力したことで知られている。
現在に至っても、多数のヒンドゥー寺院が立ち並ぶこの地は聖地であり、ティルパティに近いこともあり毎年多くのヒンドゥー教徒が訪れている。